# Pusté Pole
Pusté Pole este o comună slovacă, aflată în districtul Stará Ľubovňa din regiunea Prešov, pe malul râului Hradlová⁠(d). Localitatea se află la altitudinea de 573 m deasupra n.m., se întinde pe o suprafață de 3,24 km2 și în 2017 număra 224 de locuitori.

## Demografie
| An:                | 1994 | 2004   | 2014   | 2024   |
| ------------------ | ---- | ------ | ------ | ------ |
| Număr de persoane: | 209  | 226    | 224    | 223    |
| Diferență:         |      | +8,13% | −0,88% | −0,44% |

| An:                | 2023 | 2024   |
| ------------------ | ---- | ------ |
| Număr de persoane: | 217  | 223    |
| Diferență:         |      | +2,76% |